# Sympetrum fonscolombii
Sympetrum fonscolombii е вид водно конче от семейство Libellulidae. Видът не е застрашен от изчезване.

## Разпространение
Разпространен е в Австрия, Азербайджан, Албания, Алжир, Ангола, Армения, Афганистан, Бангладеш, Бахрейн, Белгия, Босна и Херцеговина, Ботсвана, Бурунди, Бутан, България, Великобритания (Северна Ирландия), Гамбия, Гвинея, Германия, Гибралтар, Грузия (Абхазия), Гърция (Егейски острови и Крит), Египет (Синайски полуостров), Екваториална Гвинея, Еритрея, Етиопия, Замбия, Западна Сахара, Зимбабве, Израел, Индия, Йордания, Ирак, Иран, Испания (Балеарски острови и Канарски острови), Италия (Сардиния и Сицилия), Кабо Верде, Казахстан, Камерун, Катар, Кения, Кипър, Киргизстан, Латвия, Лесото, Либия, Ливан, Лихтенщайн, Люксембург, Мавритания, Мадагаскар, Мали, Малта, Мароко, Мозамбик, Монако, Монголия, Намибия (Ивица Каприви), Непал, Нигер, Нидерландия, Обединени арабски емирства, Оман, Пакистан, Палестина, Полша, Португалия (Азорски острови и Мадейра), Северна Македония, Реюнион, Руанда, Румъния, Русия (Дагестан, Европейска част на Русия, Ингушетия, Краснодар и Северна Осетия), Саудитска Арабия, Свазиленд, Северен Йемен, Сенегал, Сирия, Словакия, Словения, Сомалия, Судан, Сърбия (Косово), Таджикистан, Тунис, Туркменистан, Турция, Уганда, Узбекистан, Украйна (Крим), Унгария, Франция (Корсика), Хърватия, Чад, Черна гора, Чехия, Швейцария, Швеция, Шри Ланка, Южен Йемен и Южна Африка (Гаутенг, Западен Кейп, Източен Кейп, Квазулу-Натал, Лимпопо, Мпумаланга, Северен Кейп, Северозападна провинция и Фрайстат). Временно е пребиваващ в Гърнси, Дания, Джърси, Ирландия и Ман.

## Описание
Популацията на вида е стабилна.